# Schneidlade

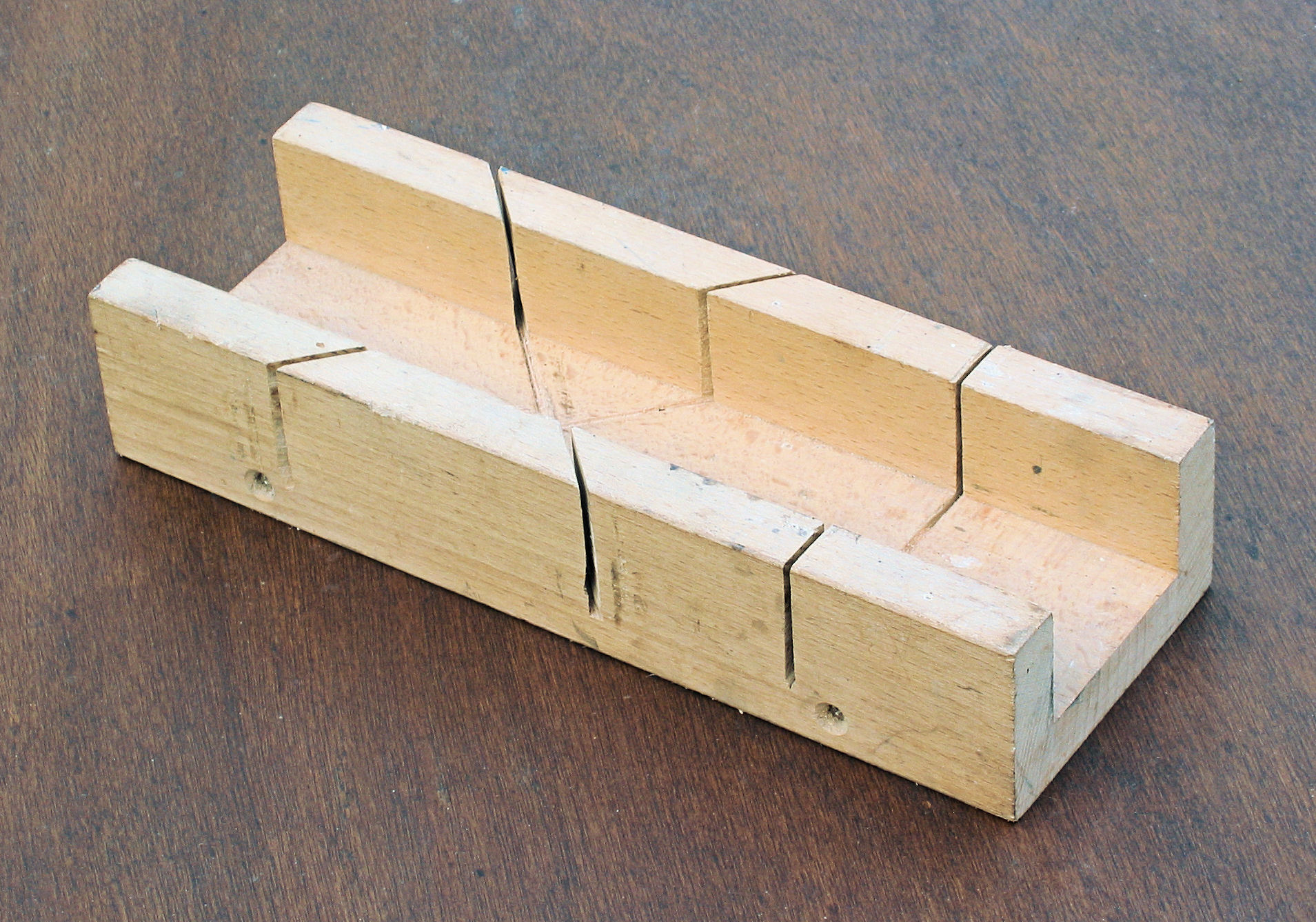
Schneidlade aus Holz mit Führungen für 45°- und 90°-Schnitte

Eine Schneidlade, oft Gehrungsschneidlade, seltener Gehrlade, ist ein Hilfsmittel zum Erstellen von Gehrungsschnitten meist in Holz, z. B. für Fußbodenleisten oder Bilderrahmen. Sie ist aus Holz, Kunststoff oder Metall und hat eine U-Form. In den Seitenteilen befinden sich Führungsschlitze zum Schneiden von exakten 45°- und 90°-Winkeln mit einer Handsäge.
Technisch aufwendigere Schneidladen lassen sich auf verschiedene Winkel einstellen und sind nicht nur für Handsägen, sondern unter anderem für elektrische Stichsägen erhältlich.
Schneidladen wurden früher aus einfachen Holzstücken hergestellt, und solange benutzt, bis die Führungen verschlissen waren. Zum Schutz des Holzes und der Verlängerung der Lebensdauer  wurden deshalb die Führungen teilweise mit Metallbeschlägen geschützt.